# Graphium phidias
Graphium phidias är en fjärilsart som först beskrevs av Charles Oberthür 1896.  Graphium phidias ingår i släktet Graphium och familjen riddarfjärilar. Inga underarter finns listade i Catalogue of Life.